# Lichtbild
Lichtbild ist die älteste deutsche Bezeichnung für eine Fotografie (auch: Photographie, kurz: ein Foto). Zur Zeit der Erfindung der fotografischen Verfahren um 1839 wurden fotografische Bildnisse in Deutschland als Lichtbilder bezeichnet; die Bezeichnung Photographie etablierte sich erst später auf Vorschlag des Astronomen John Herschel.
Heute ist im allgemeinen Sprachgebrauch mit einem Lichtbild eher ein Passbild gemeint, seltener so wie früher jedes durch Fotografie entstandene Foto.

## Juristischer Begriff
In der juristischen Fachsprache ist der Begriff Lichtbild zur Abgrenzung der Bildrechte von Lichtbildwerken gebräuchlich.
Anfangs wurde die Fotografie gegenüber der Malerei und Grafik gering geschätzt und nur mit einer kurzen Schutzdauer ab Entstehungsdatum bedacht. Mit der Zeit wurde die Schutzdauer immer länger. Nach dem Zweiten Weltkrieg wollte man die Bilder professioneller Fotografen länger schützen, aber nicht jeden einfachen Schnappschuss. So wurde in Österreich mit der Urheberrechtsgesetzänderung in BGBl. Nr. 106/1953 und in Deutschland mit der Novellierung und Zusammenfassung des Urheberrechtsgesetz 1965 die neue Kategorie des Lichtbildwerks für anspruchsvolle Werke geschaffen. Die Wertigkeiten verschoben sich durch Anpassung der Auslegung weiter, zuletzt vereinheitlicht durch eine EU-Richtlinie, wodurch heute schon geringe gestalterische Eingriffe zu einem Lichtbildwerk führen. Als einfache Lichtbilder gelten dadurch beispielsweise nur mehr Automatenfotos (ohne besondere Gestaltung), Bilder aus Überwachungskameras, Satellitenaufnahmen und Ähnliches.
In Deutschland und Österreich genießen Lichtbilder gemäß § 72 UrhG (Deutschland) bzw. § 73 und § 74 UrhG (Österreich) einen Schutz von 50 Jahren nach erster Veröffentlichung oder 50 Jahren seit der Erstellung, falls das Bild nie veröffentlicht wurde. Der urheberrechtliche Schutz des Lichtbildwerks dagegen dauert bis 70 Jahre nach dem Tod des Urhebers.
Das europäische Urheberrecht ist im Bereich des Lichtbildschutz bisher nicht harmonisiert, sondern überlässt das Ob und das Wie eines Lichtbild(-leistungs)-schutzes grundsätzlich den Mitgliedsstaaten (Art. 6 S. 3 der Schutzdauerrichtlinien lautet einheitlich: „Die Mitgliedstaaten können den Schutz anderer Fotografien vorsehen.“). Art. 14 DSM-Richtlinie begrenzt die Möglichkeit der Mitgliedsstaaten hinsichtlich des Lichtbildschutzes bei Reprofotografie von Werken, deren urheberrechtliche Schutzfrist abgelaufen ist, jedoch ab Juni 2021: „Artikel 14 – Gemeinfreie Werke der bildenden Kunst: Die Mitgliedstaaten sehen vor, dass nach Ablauf der Dauer des Schutzes eines Werkes der bildenden Kunst Material, das im Zuge einer Handlung der Vervielfältigung dieses Werkes entstanden ist, weder urheberrechtlich noch durch verwandte Schutzrechte geschützt ist, es sei denn, dieses Material stellt eine eigene geistige Schöpfung dar.“